# Ханбок
Ханбок (корејски: 한복) је традиционална одећа корејског народа. Назив ханбок углавом је коришћен од стране народа Јужне Кореје, док је народ Северне Кореје назива чосон-от (корејски: 조선옷). 
Античка верзија ханбока се састојала од ћогори (корејски: 저고리) као горњег дела, бађи (корејски: 바지) панталона или ћима (корејски: 치마) сукње за жене, као и по (корејски: 포) огртача. Овако дизајнирана одећа је направљена са удобности и слободом покрета на уму. Традиционално је прављена од свиле или конопље.  

## Историја
Ханбок датира из Когурјо династије током периода Три Краљевине (од 57. п. н. е. до 668. н.е.) у корејској историји. Ханбок данас популарног изгледа датира из периода Чосон династије (1392-1910)
Велики утицај на изглед и дизајн имале су околне земље и историјски догађаји током година. Монголско царство, период јапанске колонизације, као и кинеска култура имале су утицаја на изглед и употребу ханбок ношње.

## Делови и дизајн
Дизајн и појединачни одевни премети који улазе у састав ханбока се разликују у зависности од тога за који пол су намењене. За жене, традиционални ханбок се састоји од сукње ћима, док мушкарци носе панталоне бађи. Поред сукње и панталона, основни део је и огртач по. Модерније верзије ханбока садрже ђоки (корејски: 조끼) прслук и магођа (корејски: 마고자) јакна. Оригинално су прављене од свиле, конопље и памука. Материјал је равно сечен и ушиван. Горњи део везиван је машном под називом горум (корејски: 고름)
Дуг период ханбок традционална одећа је била у потпуности бела и без украса, под називом минбок. (корејски: 민복) Одећа у боји је била резервисана за посебне прилике.   Модерни дизајн и украси ханбока имају зачетке након Чосон династије. Боје су имале и своје значење, као и везени или насликани украси. Деца и девојке су носили јарке боје, док су старији носили боје блажих тонова. Белу боју су носиле удате жене, а црвену и жуту боју су носиле неудате жене. 

## Модерна употреба
Данас ханбок преставља културно наслеђе корејског народа и често је коришћено приликом промоције корејске културе. О популарности говори слављење „Ханбок дана” 21. октобра. Ова прослава уведена је 1996. године. 
Порастом популарности корејске културе кроз К-поп и других аспеката културе корејског народа, популаризована је и ханбок ношња. Допринос популарности учинио је и Карл Лагерфилд са својом 2015/2016 Шанел Круз колекцијом која је инспирисана ханбок ношњом. Појам ханбок је додат у Оксфорд речник енглеског језика 2021. године.